# Juego de estrategia

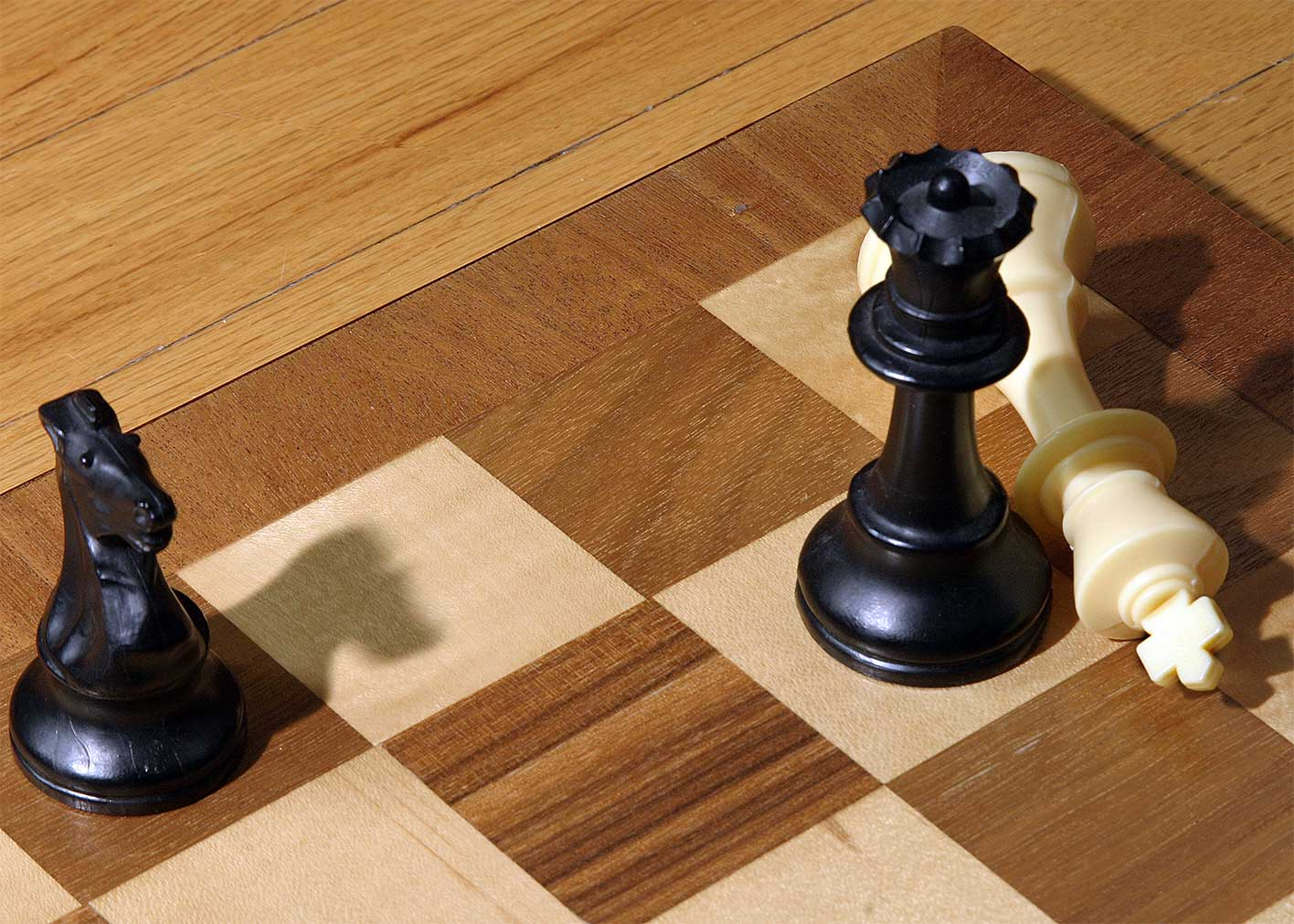
Uno de los juegos más conocidos de estrategia, es el ajedrez.

Juegos de estrategia son aquellos juegos o entretenimientos en los que, el factor de la inteligencia, habilidades técnicas, planificación y despliegue, pueden hacer predominar o impulsar al jugador hacia la victoria del juego.
Los jugadores pueden representar el papel de un empresario, un jefe de Estado, un general, o cualquier otro personaje, en los que tendrán que desarrollar una serie de estrategias, gestionando los recursos de los que se dispone, para ganar una batalla, conseguir dinero o puntos, determinada posición, etc., y así conseguir la victoria.

## Clasificación
Los juegos de estrategia se pueden clasificar de múltiples maneras:
- Según la estructura del juego:
  - Estrategia pura o dependiente en alguna medida del azar.
  - De resolución matemática.
  - Número de jugadores:uno, dos o más.
  - Individuales o cooperativos.
  - Balance gestión/combate:
    - Estratégicos: se hace hincapié en la gestión de recursos, la diplomacia y la investigación (por ejemplo, Diplomacia y Civilización)
    - Tácticos: se centra en el combate.
    - Operacional: intermedio entre los anteriores.
- Según los elementos utilizados: cartas, miniaturas, tableros, ficha, videojuegos.
- Según la temática:
  - Abstractos.
  - Temáticos. En esta categoría hay infinidad de subgéneros, como: militares, negocios, gobierno, de profesiones, fantásticos, espaciales, etc.

## Militares
Estos juegos son complejos y suelen representar guerras o batallas militares. Generalmente se usan fichas y miniaturas representando los distintos grados militares, regimientos o armamentos. También suelen utilizarse tablas en las que están representados los valores de cada unidad de combate. Existen multitud de juegos de esta clase, pero los más conocidos son Empire Strike,Tactics, Squad Leader, Panzerblitz o Waterloo 1815.

### Juego de miniaturas
Son juegos de mesa en los que se usan miniaturas, pero no sobre un tablero sino sobre una maqueta o un diorama.

## De cartas
En un juego de cartas debemos buscar, por lo general, una combinación acertada de cartas que puedan vencer a las de nuestro oponente.
Además de los juegos de naipes tradicionales como el póquer, el mus, el bridge o el tute, existen juegos con otros tipos de cartas como por ejemplo el UNO, el tramposo o Nabuko Generales y Conquistadores, que combina la estrategia en la utilización de las cartas con el aprendizaje de la historia universal, juegos de cartas coleccionables, como el famoso Magic, e incluso juegos de tablero que se basan en cartas, como Twilight Struggle.

## De tablero y fichas
Son aquellos en los que el juego se desarrolla en un tablero, generalmente con posiciones geométricas, en las cuales se distribuyen las fichas de cada jugador. Los ejemplos más antiguos son las damas, el backgammon, el dominó, el ajedrez, el go y el parchís en todas sus variedades.
Ejemplos más modernos son Monopoly, Scrabble, Reversi o Núcleo.

## Videojuegos
Existen videojuegos de estrategia de muchos tipos y multitud de temáticas. Pueden ser en tiempo real o por turnos.
- Dentro del género en tiempo real algunos de los juegos con mayor éxito han sido Grepolis, Foxhole, Dune 2, Command & Conquer, Ancient Art of War, Age of Empires, Starcraft y Warcraft.

- Por el lado de los juegos por turnos, entre los más conocidos están los clásicos Civilization, Total War, Heroes of Might and Magic y sus secuelas, así como otros juegos de construcción de imperios.

- Inclusive actualmente existen juegos que combinan las dos formas siendo denominado juegos de gran estrategia, entre los cuales se destacan Europa Universalis 4, Crusader Kings 2, Victoria 2 o Hegemony,

## Actuación o desempeño de rol
Son todos aquellos juegos en los que los participantes se ven obligados a llevar a cabo ciertas acciones, como la mímica, el dibujo, la lectura de labios, la imitación de un animal etc. El juego Enredos (Twister según el título de la versión original en inglés) pertenece por ejemplo a esta categoría de juegos, en él los jugadores deben situarse sobre un gran tablero cuadrangular y emplazar sus manos y pies en los lugares del tablero indicados por las reglas a lo largo del curso de una partida.